# Communauté de communes de la Vallée de la Plaine
La Communauté de communes de la Vallée de la Plaine (CCVP) est une ancienne communauté de communes française, située dans les départements des Vosges et de Meurthe-et-Moselle, en région Grand Est.
Elle regroupait l'ensemble des 9 communes de la vallée de la Plaine, à cheval sur deux départements : les Vosges d'une part (6 du canton de Raon-l'Étape) et la Meurthe-et-Moselle d'autre part (3 communes issues de l'ancien canton de Badonviller).
En 2017, elle fusionne dans la nouvelle communauté d'agglomération de Saint-Dié-des-Vosges avec cinq autres communauté de communes : Communauté de communes de Saint-Dié-des-Vosges, Communauté de communes des Hauts Champs, Communauté de communes Fave, Meurthe, Galilée, Communauté de communes du Pays des Abbayes et Communauté de communes du Val de Neuné.

## Histoire
Elle est créée le 1er janvier 1997.
En mars 2001, elle adhère au syndicat mixte du Pays de la Déodatie.
La loi portant nouvelle organisation territoriale de la République, dite loi NOTRe, du 9 juillet 2015 fixant le seuil minimum de population dans les communautés de communes à 15 000 habitants, la communauté de communes de la Vallée de la Plaine devra intégrer une entité territoriale plus grande.
À l'automne 2015, elle est annoncée par la presse régionale comme devant intégrer la future communauté d'agglomération créée autour de Saint-Dié-des-Vosges.

## Composition
Elle est composée de 6 communes des Vosges et 3 communes de Meurthe-et-Moselle :
| Nom                  | Code Insee | Gentilé        | Superficie (km2) | Population (dernière pop. légale) | Densité (hab./km2) |
| -------------------- | ---------- | -------------- | ---------------- | --------------------------------- | ------------------ |
| Raon-l'Étape (siège) | 88372      |                | 23,71            | 6 421 (2014)                      | 271                |
| Allarmont            | 88005      | Hilarismontais | 13,21            | 223 (2014)                        | 17                 |
| Bionville            | 54075      | Bionvillois    | 12,14            | 121 (2014)                        | 10                 |
| Celles-sur-Plaine    | 88082      |                | 20,09            | 866 (2014)                        | 43                 |
| Luvigny              | 88277      |                | 3,94             | 105 (2014)                        | 27                 |
| Pierre-Percée        | 54427      |                | 9,93             | 94 (2014)                         | 9,5                |
| Raon-lès-Leau        | 54443      |                | 1,31             | 40 (2014)                         | 31                 |
| Raon-sur-Plaine      | 88373      |                | 3,54             | 156 (2014)                        | 44                 |
| Vexaincourt          | 88503      |                | 11,38            | 170 (2014)                        | 15                 |

## Démographie
| 1999  | 2012  |
| ----- | ----- |
| 8 512 | 8 278 |

## Budget et fiscalité
- Total des produits de fonctionnement : 2 724 000 €, soit 311 € par habitant
- Total des ressources d’investissement : 1 536 000 €, soit 175 € par habitant
- Endettement : 562 000 €, soit 64 € par habitant[5],[6].

## Politique et administration
Du 15 avril 2014 au 16 avril 2015, la composition du conseil communautaire avait été la suivante, 8 conseillers pour Raon-l'Étape, 3 pour Celles-sur-Plaine, 2 pour Allarmont, Bionville, Luvigny, Pierre-Percée, Raon-sur-Plaine et Vexaincourt, 1 pour Raon-lès-Leau, soient 24 titulaires. 
Depuis l'arrêté préfectoral du 16 avril 2015, rendu applicable par la démission du maire de Bionville, la composition du conseil communautaire se voit imposer la représentation proportionnelle, 15 conseillers pour Raon-l'Étape, 8 pour Celles-sur-Plaine, 2 pour Allarmont, 1 pour Bionville, Luvigny, Pierre-Percée, Raon-lès-Leau, Raon-sur-Plaine et Vexaincourt, soient 31 titulaires.
| Période      | Période    | Identité         | Étiquette | Qualité                           |
| ------------ | ---------- | ---------------- | --------- | --------------------------------- |
| janvier 1997 | avril 2014 | Michel Humbert   | PS        | Maire de Raon-l'Étape (1983-2014) |
| avril 2014   | En cours   | Dominique Aubert | DVD       | Maire d'Allarmont (depuis 1995)   |